# Carlos Corach
Carlos Vladimiro Corach (Buenos Aires, 24 de abril de 1935) es un abogado y político argentino que sirvió como funcionario de Carlos Menem siendo Secretario de Legal y Técnica entre 1992 hasta 1995, convencional constituyente por el Partido Justicialista durante la reforma de la Constitución Nacional de 1994, y ministro del Interior desde enero de 1995 hasta el final del mandato menemista en diciembre de 1999. Luego pasó a ser senador nacional por la Ciudad de Buenos Aires hasta diciembre de 2001.

## Biografía

### Comienzos
Los abuelos paternos de Carlos Corach eran inmigrantes judíos que llegaron a la Argentina desde Polonia en 1895. Su padre fue Abraham Corach, abogado laboralista y militante del Partido Socialista. Tiene dos hermanos: Eduardo y Gregorio, ambos abogados.
Siguiendo los pasos de su padre, Carlos comenzó a militar en el socialismo mientras realizaba sus estudios secundarios en el Colegio Nacional de Buenos Aires. En 1953 fundó, junto a otros estudiantes, la Federación de Estudiantes Secundarios. A los 18 años fue expulsado del Partido Socialista bajo el cargo de "intrigante".
En 1954 ingresó a la Facultad de Derecho de la Universidad de Buenos Aires. Entre 1955 y 1962 suspendió sus estudios para militar políticamente en la Unión Cívica Radical Intransigente de Arturo Frondizi. A partir del año 1958 mantuvo una intensa actividad partidaria dentro del partido alcanzando la presidencia de la Sección Once de la Capital Federal (Balvanera Norte) y la secretaría del comité porteño de la UCRI. En 1961 estuvo a cargo de conducir la campaña electoral de los candidatos porteños Armando Turano para senador nacional y Horacio Honorio Pueyrredón para diputado nacional en las elecciones de 1961, pero resultaron derrotados por Alfredo Palacios del PSA y Carlos Adrogué de la UCRP. En 1962 fue elegido Concejal en la ciudad de Buenos Aires por la UCRI pero al poco tiempo vuelve al llano tras el golpe militar que derroca a Frondizi y disuelve los cuerpos legislativos.
Sobre su relación con el peronismo durante esta época diría:

Hay que reconocer que por entonces todos éramos golpistas. Cuando se produjeron los conflictos de Perón con la Iglesia, a la famosa marcha de Corpus Christi que convocó la oposición fuimos todos, judíos, mahometanos, protestantes, católicos y sin dudas más de un agnóstico. La verdadera religión de todos era el antiperonismo y cualquier ocasión era adecuada para expresarse.
Carlos Corach

En 1964 se graduó como abogado y comenzó a trabajar en el estudio de derecho laboral de su padre, que heredaría junto a sus hermanos tras la muerte del mismo. A su vez, comenzó a dar clases en las cátedras de Derecho Agrario y Derecho Constitucional. En 1967 formó la Agrupación de Docentes Universitarios Peronistas (ADUP).
En 1981 fue designado apoderado del Partido Justicialista. Aunque en un principio acompañó a Antonio Cafiero, luego de las internas de 1988 se alineó con el futuro candidato a presidente Carlos Menem.

### Funcionario de Carlos Menem (1989-1999)
En los primeros años de la presidencia de Carlos Menem se desempeñó en diversos cargos como subsecretario de Asuntos Internacionales en 1989, subsecretario general de la Presidencia de Argentina en 1992 y subsecretario del Ministerio de Salud y Acción Social.
Entre  septiembre de 1992 y 1995 fue secretario Legal y Técnico de Presidencia, desde donde tuvo un papel central en la negociación del Pacto de Olivos entre el gobierno y la UCR para lograr la reforma de la Constitución. Corach designó como subsecretario de Asuntos Legales al futuro juez Claudio Bonadío.

Fue uno de los artífices del acuerdo firmado entre la Unión Cívica Radical, representada por el expresidente Raúl Alfonsín, y el Partido Justicialista,en el que los dos principales partidos argentinos se comprometían a impulsar una reforma constitucional y votar en la asamblea constituyente a favor de un "Núcleo de Coincidencias Básicas" establecidas en el acuerdo.
En 1994 encabezó la lista del PJ de la Capital Federal en las elecciones de convencionales constituyentes para la Reforma de la Constitución Argentina de 1994. La lista quedó tercera, por detrás del Frente Grande y la Unión Cívica Radical. A pesar del resultado, Corach fue electo convencional constituyente.
En enero de 1995 fue nombrado ministro del interior de Carlos Menem. Continuó en dicho cargo luego de la reelección de Menem a fines de ese año, y siguió hasta el final de su mandato. Una de las características de su gestión fue la realización de conferencias de prensa diarias todas las mañanas cuando salía de su casa para ir a trabajar al ministerio.
En 1996, tres meses después de dejar el cargo de Ministro de Economía, Domingo Cavallo declaró: 

En otra reunión, Corach, en una servilleta, me puso los nombres de todos los jueces federales y de algunos jueces de instancia. Me dijo: 'Éstos me responden a mí. Estos, lo que yo digo, hacen'.
Domingo Cavallo

 Corach desmintió la denuncia de Cavallo.

En junio de 1996, el presidente Menem transfirió la Secretaría de Seguridad y Protección a la Comunidad —que pasó a denominarse Secretaría de Seguridad Interior— de la Presidencia al Ministerio del Interior a través del decreto n.º 660. Quedó a cargo de la Policía Federal, la Gendarmería Nacional y la Prefectura Naval. Por decreto n.º 1409 del 3 de diciembre de 1996 la secretaría asumió las funciones que pertenecían a la Superintendencia Nacional de Fronteras (disuelta).

### Actividad posterior
En 1999 asumió como senador nacional, cargo que mantuvo hasta 2001.
En 2002 se mudó a Oxford donde ejerció como profesor universitario y luego a París donde dio clases de ciencia política mientras escribía sus memorias (18.885 días de política) que se publicarían en 2011.
Como secretario de Legal y Técnica se encargó la redacción la ley de cupo femenino en Argentina, que estableció que las listas de candidatos a cargos legislativos nacionales deben incluir al menos un 30% de mujeres, según el Ministerio de las Mujeres, Géneros y Diversidad. Esta ley, conocida como Ley 24.012, fue pionera en la región y buscó aumentar la participación femenina en la política.

## Denuncias
En 1996 se produjo un esćandalo a raíz de pagos ilegales que realizó la empresa Siemens AG al gobierno argentino para ganar la licitación pública por la impresión de los nuevos DNI. En el año 2008, Siemens AG reconoció en Estados Unidos que había realizado dichos pagos ilegales al presidente Carlos Saúl Menem y a Carlos Corach, entre otros funcionarios. Los funcionarios implicados rechazaron los cargos.
En junio de 2013, la Cámara Federal ordenó al juez Ariel Lijo investigar Corach por el encubrimiento del atentado a la AMIA, siendo sobreseído por la justicia
En 2019, Procelac denunció que Corach coordinó una estructura de sociedades off shore para ocultar los sobornos del caso Siemens. Durante el blanqueo de capitales que impulsó el gobierno en 2016, la familia Corach aceptó ser la dueña de la empresa Blink Europe SRL, una sociedad con base en Luxemburgo que es propietaria de un departamento en París con valor aproximado de 1,5 millones de dólares.

## Vida privada
Tiene tres hijos varones: Hernán, Maximiliano y Andrés.

## Libros escritos
- 18.885 días de política (visiones irreverentes de un país complicado), editorial Sudamericana (2011).
- La respuesta Argentina frente al terrorismo, junto a Mario Baizán, de Fupomi Ediciones (1998).